# Hymenomima costilla
Hymenomima costilla là một loài bướm đêm trong họ Geometridae.